# Kledingvoorschrift

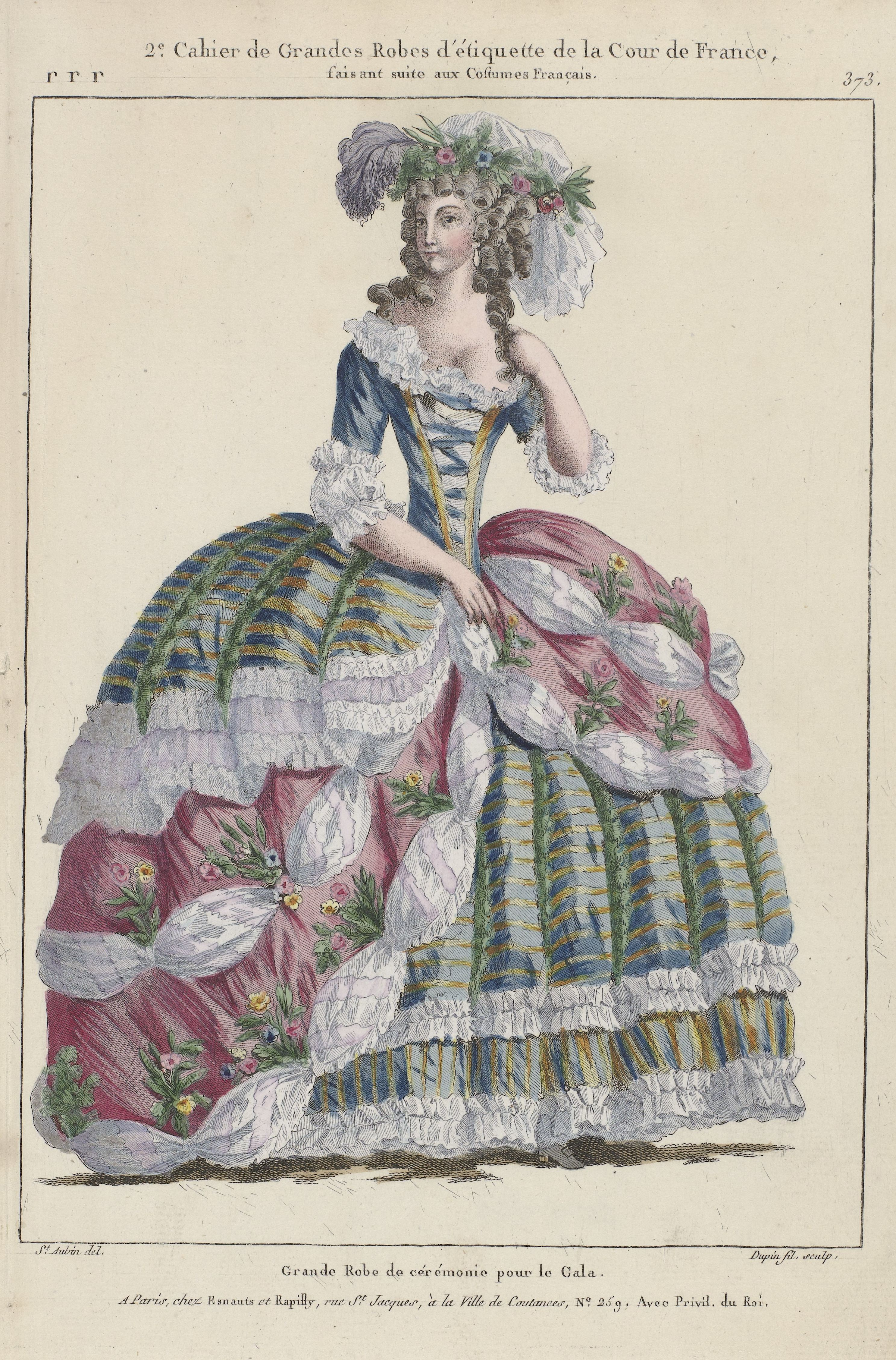
ceremoniële baljurk, rond 1787

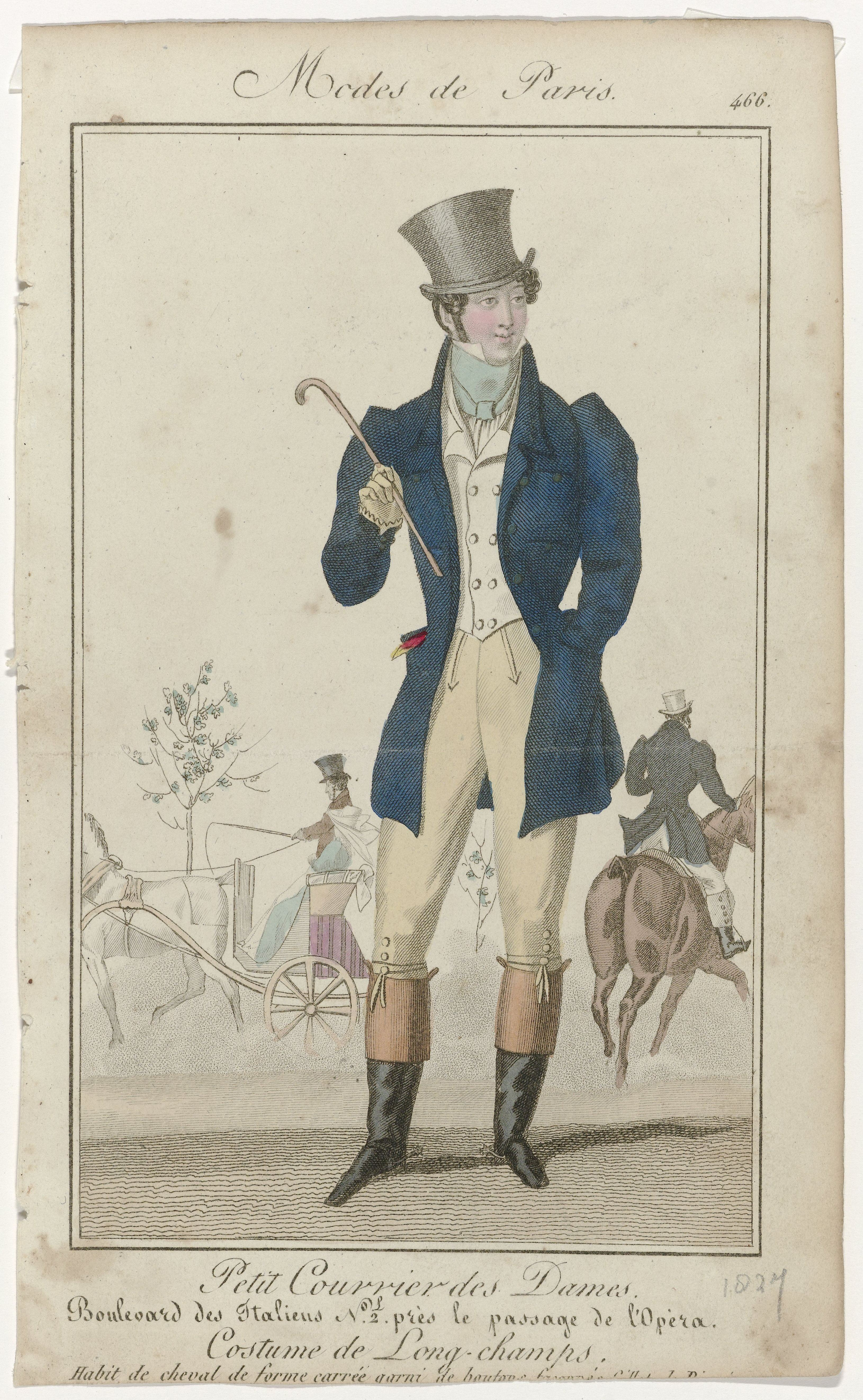
Bij ruiterkleding horen een hoed of pet en laarzen

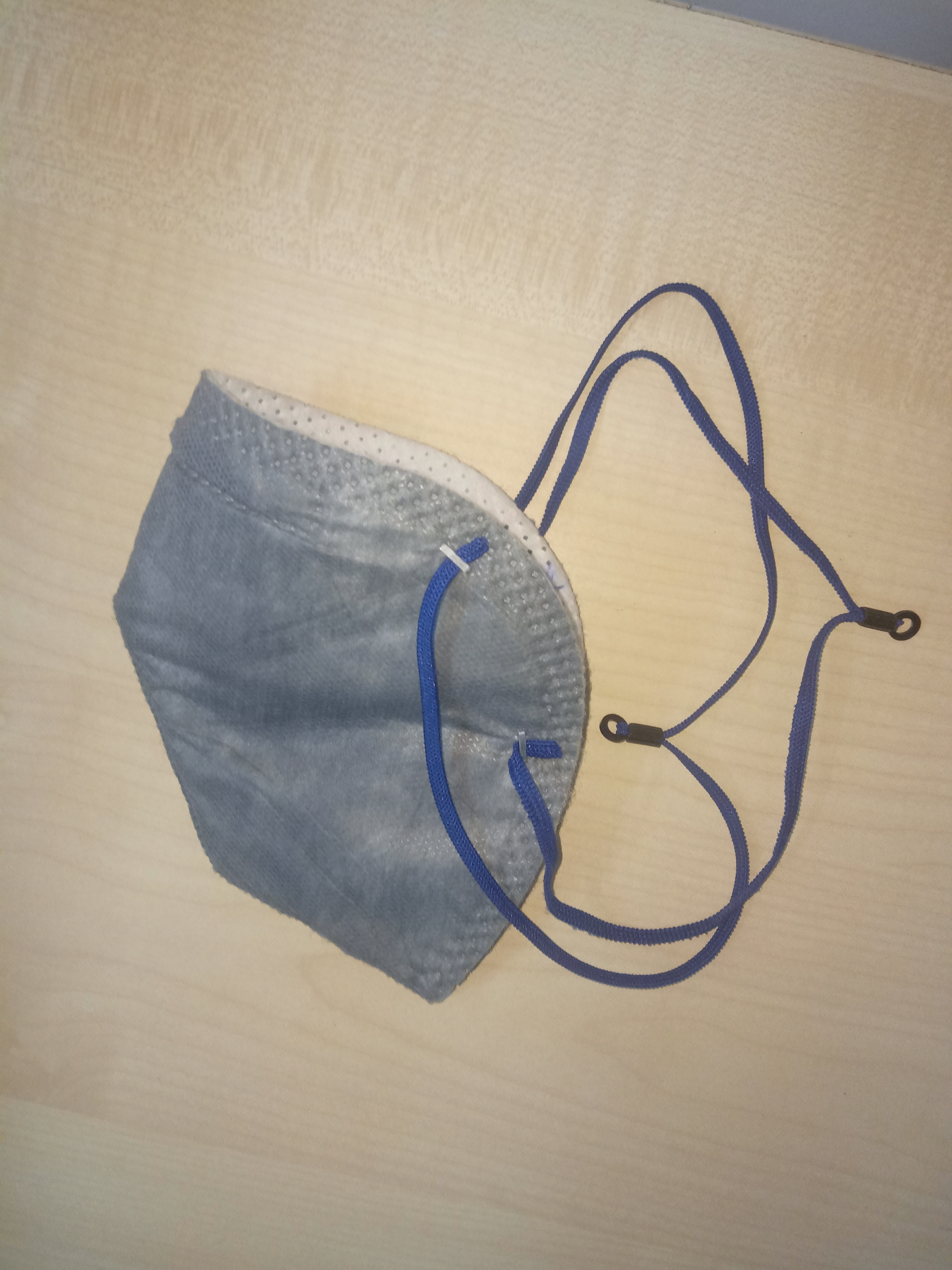
mondkapje

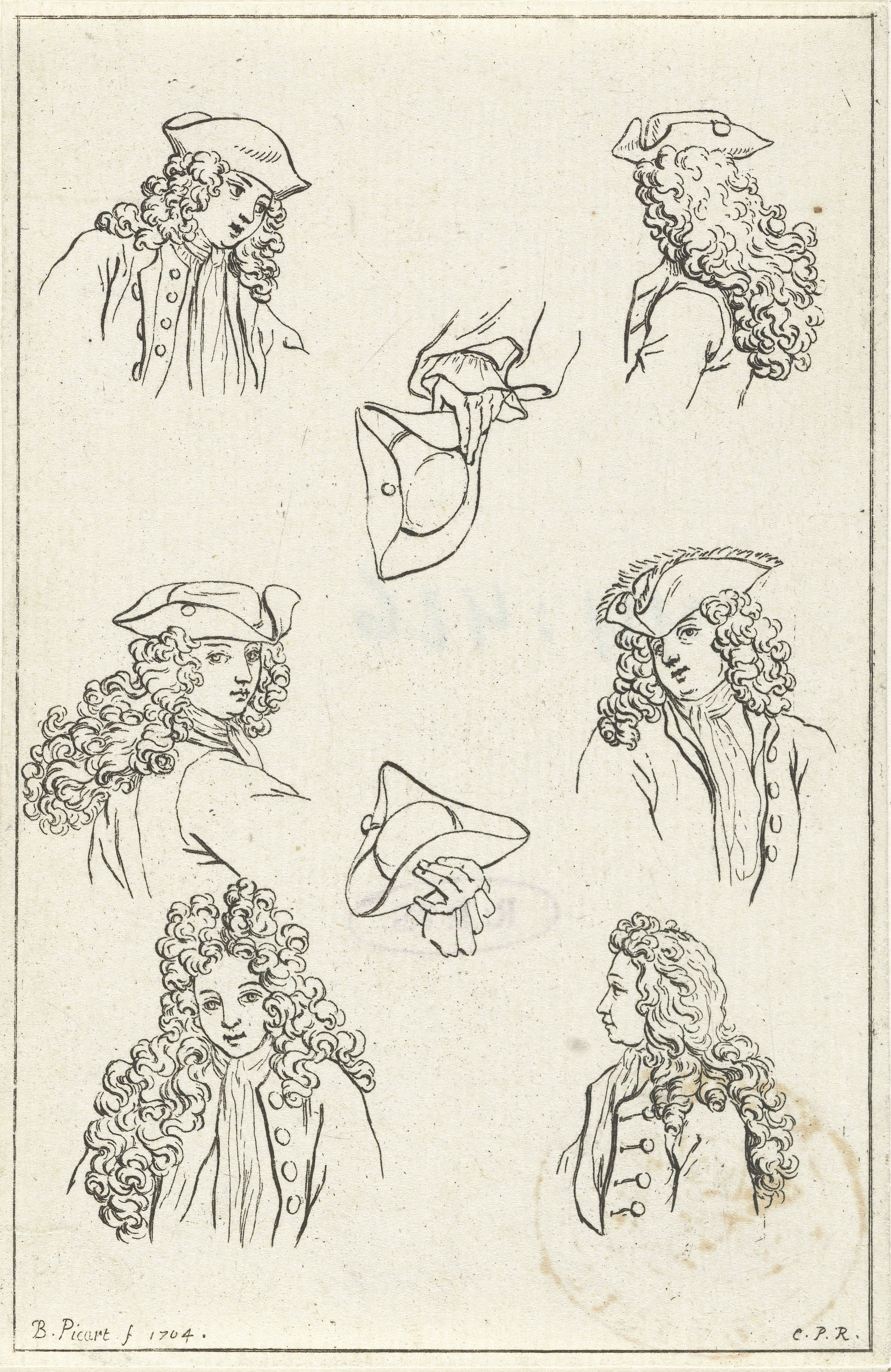
17e-eeuwse pruiken en hoeden

Een kledingvoorschrift, kledingcode of dresscode is een sociale code die aangeeft welke soort kleding geschikt geacht wordt in een bepaalde omgeving en bij bepaalde gebeurtenissen. Vele kledingregels en voorschriften zijn cultureel bepaald en vormen deel van de etiquette.
Het betreft deels wettelijke eisen, deels eisen van bedrijven tegenover werknemers of klanten, of van scholen tegenover leerlingen, e.d. Daarnaast zijn er regels waarvan overtreding wordt afgekeurd of vreemd gevonden, maar die niet tot een sanctie of weigering leidt.

## Voorbeelden van situaties
Kledingvoorschriften zijn niet alleen tot officiële partijen of specifieke situaties beperkt. Enkele voorbeelden van situaties waarvoor soms een kledingvoorschrift geldt zijn:
- Een bal of gala waarbij heren in rokkostuum en dames in een galajurk verschijnen;
- Een houseparty waarbij van feest tot feest de voorschriften kunnen wisselen;
- Een advocatenkantoor waarbij de daar werkzame heren in pak en dames in mantelpak gekleed gaan;
- Een reclamebureau waarbij de kleding een zekere creativiteit of individidualiteit moet uitstralen;
- Een kantoor van een industriële onderneming (netjes maar niet noodzakelijkerwijs in pak);
- Een school, waar "extravagante" of "uitdagende" kleding en kapsels geweerd worden;
- Gebedshuizen, waar volledige lichaamsbedekking vereist is voor zowel mannen als vrouwen.
- Vrijmetselarij, waar afhankelijk van obediëntie of loge voor de heren een rokkostuum, een smoking of stadskledij vereist is. Voor de dames geldt vaak een lange jurk, meestal in het zwart;
- Een sport, waar regels gesteld worden voor het materiaal, de kleur, pasvorm en lengte van de kleding die tijdens wedstrijden gedragen wordt
- Winkels in een badplaats, in sommige is strandkleding wel, in andere niet toegestaan.
- In sommige badplaatsen is strandkleding of bloot bovenlijf op straat niet toegestaan.[1][2]

## Formeel of informeel
Soms wordt een kledingvoorschrift in formele regels vastgelegd. Het kan bijvoorbeeld in het personeelsreglement van een bedrijf opgenomen zijn.
Formele dresscodes ziet men vaak in bedrijven maar ook in kerkelijke ambten, het leger en de rechtspraak terug. Het zich niet aan geldende kledingvoorschriften houden, zal uiteindelijk kunnen resulteren in sancties. Het niet naleven van zowel formele als informele kledingvoorschriften kan de sociale acceptatie van de betrokkene bemoeilijken.
Kledingvoorschriften kunnen ook botsen. Iemand die bijvoorbeeld een hoofddoek wenst te dragen en in een bedrijf komt te werken waar dit niet strookt met de gangbare beleving van geaccepteerde kleding, zal op weerstand stuiten. In Nederland hebben dergelijke situaties meerdere malen geleid tot klachten bij de Commissie Gelijke Behandeling.

## Kledingvoorschriften vanwege de veiligheid
Kledingvoorschriften vanwege de veiligheid streven een objectief doel na en zijn in die zin anders dan de meeste sociale kledingvoorschriften. Desondanks blijken verschillende culturen verschillende kledingvoorschriften in identieke gevaarlijke situaties te hanteren. In veel Nederlandse gymzalen is sporten met een hoofddoek vanwege de veiligheid verboden, terwijl in de meeste islamitische landen dit geen probleem oplevert. 
Tijdens een pandemie wordt soms het dragen van mondkapjes in binnenruimtes en in het openbaar vervoer verplicht gesteld. Op bouwplaatsen en in het verkeer geldt soms een helmplicht.

## Kledingvoorschriften op uitnodigingen
Om te voorkomen dat mensen uit de toon vallen (omdat de organisatie dat niet wenst en/of om te voorkomen dat de betrokkene zich geneert) wordt meestal op een formele uitnodiging voor een gelegenheid ook een kledingvoorschrift vermeld:
- Formeel, 'white tie': heren in rokkostuum, dames in formele avondjurk, mag gecombineerd met een fascinator
- Semi-formeel, 'black tie': heren in smoking, dames in vlottere avondjurk of cocktailjurk, mag gecombineerd met een cocktailhoed of fascinator
- Formele bruiloft (overdag), 'morning coat': heren in jacquet, dames in geklede jurk, sjiek mantelpak of cocktailjurk (geen avondjurk), gecombineerd met een hoed voor de dames
- Netjes: stadskledij ('tenue de ville'), hoed is voor de dames niet verplicht maar mag wel
- Informeel: pak
- Casual: alledaagse kleding

## Casual Friday
Sommige bedrijven kennen een zogenaamde Casual Friday, het gebruik waarbij op vrijdagen de kledingvoorschriften worden versoepeld en zogeheten casual kleding is toegestaan.
Het gebruik is afkomstig uit de Verenigde Staten, en met name uit California en Hawaï, waar het dragen van formele kleding in de hitte erg onprettig kon zijn. In Hawaï was het in 1960 gebruikelijk op vrijdag al een Alohashirt te dragen voor het weekend (Aloha Friday). Vrij snel daarna begonnen Californische bedrijven op vrijdagen de kledingvoorschriften te versoepelen. Dit gebruik verspreidde zich naar de Verenigde Staten en vandaar naar Europa. Factoren die het fenomeen bespoedigden waren het willen verbeteren van de bedrijfssfeer en aanmoediging door kledingfabrikanten.
Vaak stellen bedrijven die casual Fridays hanteren wel voorwaarden. Vaak mag een werknemer zich alleen casual kleden indien hij op de vrijdag zeker weet dat hij geen contact met klanten zal hebben. Zo niet, dan wordt er van hem verwacht dat hij zich nog steeds formeel kleedt. Ook is het mogelijk dat de versoepeling niet geldt voor managers. Zij moeten dan ook op vrijdag formeel gekleed blijven.
Hoe ver deze versoepeling gaat verschilt per bedrijf. De meeste bedrijven hanteren een zekere minimumgrens: zo mogen de kleren meestal niet vies of beschadigd zijn, en worden ook te uitdagende kleren en slippers vaak geweerd. Soms betekent 'casual Friday' dat alleen de stropdas thuis mag blijven.

## Relatie met seksediscriminatie

### Werk
Soms wordt seksediscriminatie bij kledingvoorschriften (waarvan hierboven diverse gevallen zijn genoemd) ontoelaatbaar geacht, en het is soms ook wettelijk verboden. Dit geldt bijvoorbeeld in Zweden, waar sommige mannelijke machinisten die tot hun ongenoegen ook bij warm weer geen korte broek meer mogen dragen een rok zijn gaan dragen. Naar aanleiding hiervan is de werkgever van plan de korte broek weer toe te gaan staan.

### Sport
Ook in de sport bestaan er controverses. Turnvrouwen kunnen zich ongemakkelijk voelen in de minimalistische pakjes die bij deze sport horen, ook vanwege de vele spagaten en blikken op het kruis die samenhangen met hun sport. Sinds 2018 staat de Nederlandse turnbond KNGU toe dat vrouwen tijdens wedstrijden niet meer verplicht zijn om in een hoog opgesneden turnpak te verschijnen maar, net als mannen, ook een turnbroek of een bodysuit (pak uit een stuk) mogen dragen. De internationale regels stonden dat al sinds 2009 toe. In de praktijk blijkt dat sommige vrouwen zich daar prettiger bij voelen, maar dat anderen vinden dat het 'blote' pakje hoort bij het schoonheidsaspect van de sport.
In het vrouwentennis en -hockey bestond de traditie om een rok te dragen, die in de loop van de 20ste eeuw steeds korter werd vanwege de bewegingsvrijheid die dat geeft. Vanwege het seksuele aspect (mannen die het leuk vinden om opwaaiende sportrokjes te zien) is er in de 21ste eeuw een beweging naar korte rokken met ingenaaide shorts.

### School
Verschillende scholen bestempelen naveltruitjes, hotpants en andere zomerse kledingstukken als uitdagend en verbieden deze door middel van kledingvoorschriften. Door kledingvoorschriften op te leggen aan meisjes en niet aan jongens, wordt het lichaam van meisjes geseksualiseerd. Deskundigen stellen dat dit ontoelaatbaar is. Door via kledingvoorschriften duidelijk te maken dat meisjes verantwoordelijk zijn voor hoe mannen op hen reageren, versterken deze kledingvoorschriften de misogyne norm dat het voorkomen van ongewenst gedrag bij vrouwen ligt.